# Kom-ihåg-lappar (datorprogram)
Kom-ihåg-lappar är ett program från Apple Computer som ingår i Mac OS Classic och Mac OS. Programmet ger användaren tillgång till digitala Post-It-lappar.
Senaste versionen är 10.2 (2018).